# Sandra Näslundová
Sandra Näslundová (* 6. července 1996, Kramfors) je švédská akrobatická lyžařka.
Na olympijských hrách v Pekingu roku 2022 vyhrála závod ve skikrosu. Dvakrát se v této disciplíně stala mistryní světa, v roce 2017 a 2021. Dvakrát vyhrála též juniorský světový šampionát (2016, 2017). Ve světovém poháru vyhrála 26 závodů, 52krát stála na stupních vítězů. Dvakrát se stala celkovou vítězkou skikrosového světového poháru (2018, 2020) a v roce 2018 jí její výsledky dokonce stačili na zisk velkého křišťálového glóbu, tedy na celkové vítězství světového poháru akrobatického lyžování. Občas závodí i v alpském lyžování. Hlásí se ke své homosexualitě.